# Francesco Laparelli

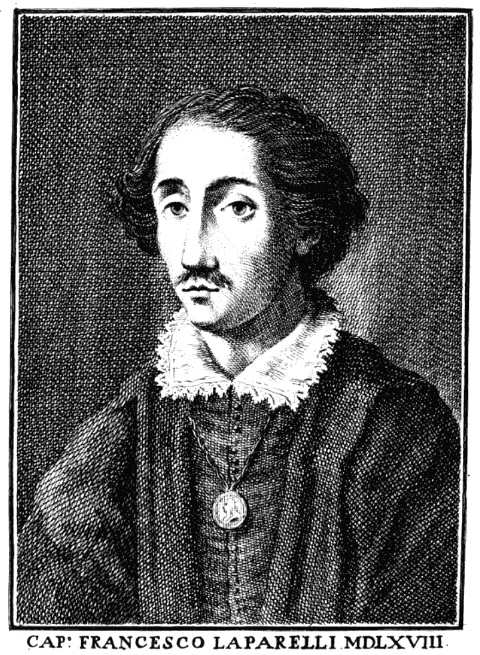

Francesco Laparelli (* 5. April 1521 in Cortona; † 26. Oktober 1570 auf Kreta) war ein italienischer Ingenieur und Baumeister.

## Leben
Francesco Laparelli war ein Schüler von Michelangelo. Als dieser 1547 die Bauleitung des Petersdoms übernahm, übertrug er Laparelli die Bauaufsicht.
Er war auch Festungsarchitekt des Cosimo I. de’ Medici. In Cortona baute er die Festung Fortezza Medicea o del Girifalco (1549–1556) und den Glockenturm der Kathedrale (Duomo) St. Margherita.
Auf Malta sollte schon 1558 von Bartolomeo Genga und 1562 von Baldassare Lanci eine Festung errichtet werden. Von Mai bis September 1565 erfolgte, ausgehend von der Höhe des Monte Sciberras, die Belagerung von Malta durch die osmanische Flotte.
Ende 1565 sandte Papst Pius IV. († 9. Dezember 1565) ihn nach Malta, wo er an den letzten Tagen des Jahres ankam. Am 3. Januar 1566 präsentierte er seinen ersten Bericht. Die Festungen Birgu, Senglea und St. Elmo waren so stark beschädigt, dass es mit 4000 Arbeitern vier Monate dauern würde, die Wälle wieder so weit zu errichten, dass sie für den Feind ein Hindernis darstellen würden. Er schlug daher vor, die Sciberras Halbinsel zu befestigen. Es war noch kein detaillierter Plan, aber diese Option schien ihm in der kurzen zur Verfügung stehenden Zeit durchführbar zu sein. Im nächsten Bericht vom 10. Januar widersprach er dem. Er befürchtete, dass die Osmanen während der Bauarbeiten zurückkehren würden. Er schlug daher eine Festung auf der Höhe des Monte Sciberras vor, von der aus die Gegend mit Kanonen abgedeckt werden könne. Am 14. März wurde offiziell beschlossen, die neue Stadt Valletta, benannt nach Großmeister Jean de la Valette, zu bauen und zwei Wochen später wurde der Grundstein gelegt. Im Juni legte er dem Großmeister die endgültigen Pläne vor.
Zu seinen Assistenten gehörte der Malteser Gerolamo Cassar.
1569 verließ er Malta. Da die Türken Zypern erobern wollten, hatte Laparelli den Venetianern seine Dienste angeboten, starb aber 1570 kurz nach seiner Ankunft auf Kreta an der Pest.